# Vervins
Vervins je naselje in občina v severni francoski regiji Pikardiji, podprefektura departmaja Aisne. Leta 1999 je naselje imelo 2.653 prebivalcev.

## Geografija
Vervins je osrednji kraj pokrajine Thiérache, 38 km severovzhodno od Laona, v bližini meje z Belgijo. Občina meji na La Bouteille, Fontaine-lès-Vervins, Gercy, Hary, Landouzy-la-Cour in Thenailles. 

## Administracija
Vervins je sedež istoimenskega kantona, v katerega so poleg njegove občine vključene še občine Autreppes, Bancigny, La Bouteille, Braye-en-Thiérache, Burelles, Fontaine-lès-Vervins, Gercy, Gronard, Harcigny, Hary, Haution, Houry, Laigny, Landouzy-la-Cour, Lugny, Nampcelles-la-Cour, Plomion, Prisces, Rogny, Saint-Algis, Thenailles, La Vallée-au-Blé in Voulpaix z 8.103 prebivalci.
Kraj je prav tako sedež okrožja, sestavljenega iz kantonov Aubenton, La Capelle, Guise, Hirson, Le Nouvion-en-Thiérache, Sains-Richaumont, Vervins in Wassigny z 68.822 prebivalci.